# 4 pr. n. št.
4 pr. n. št. je bilo navadno leto, ki se je po julijanskem koledarju začelo na torek ali sredo (različni viri navajajo različne podatke), po proleptičnem julijanskem koledarju pa na ponedeljek.
V rimskem svetu je bilo znano kot leto konzulstva Sabinija in Rufa, pa tudi kot leto 750 ab urbe condita.
Oznaka 4 pr. Kr. oz. 4 AC (Ante Christum, »pred Kristusom«), zdaj posodobljeno v 4 pr. n. št., se uporablja od srednjega veka, ko se je uveljavilo številčenje po sistemu Anno Domini.

## Dogodki
- Herodovi sinovi si razdelijo Judejo.

## Rojstva
- na to leto je morda bil rojen Jezus Kristus (zadnje verjetno leto dejanskega rojstva)

## Smrti
- Herod Veliki, vladar Judeje (* 73 pr. n. št.)
- Mark Tulij Tiron, Cicerov suženj (kasneje osvobojen) in pisatelj